# 차범석연극재단
차범석연극재단은 대한민국의 극작가이자 연극연출가인 故차범석 선생을 기리고 그의 연극정신을 계승, 발전시키기 위하여 2006년 12월 18일 설립한 문화체육관광부 소관의 재단법인이다. 고인의 장녀 차혜영 씨가 재단 대표를 맡고있다. 사무실은 서울특별시 종로구 동숭동 1-75에 있다. 2019년 11월 13일 김우진 연구회(회장 김성진)와 함께 차범석학회를 창립했다.

## 주요 사업
- 故차범석 연극정신 향상, 보급 및 활성화
- 차범석희곡상 수여
- 차범석연극제 개최
- 차범석학회 운영
- 차범석 관련물 출판
- 연극인 후진양성 및 장학 사업

## 같이 보기
- 차범석
- 차범석희곡상
- 차범석학회